# Goniographa metafunkei
Goniographa metafunkei là một loài bướm đêm thuộc họ Noctuidae. Chúng phân bố hạn chế ở một phần phía tây của dãy Thiên Sơn và dãy núi Alai.
Sải cánh dài 30–35 mm.